# Dipteromimus
Dipteromimus is een geslacht van haften (Ephemeroptera) uit de familie Dipteromimidae.

## Soorten
Het geslacht Dipteromimus omvat de volgende soorten:
- Dipteromimus flavipterus
- Dipteromimus tipuliformis